# Parafia Matki Bożej Królowej Polski i św. Maternusa w Stroniu Śląskim

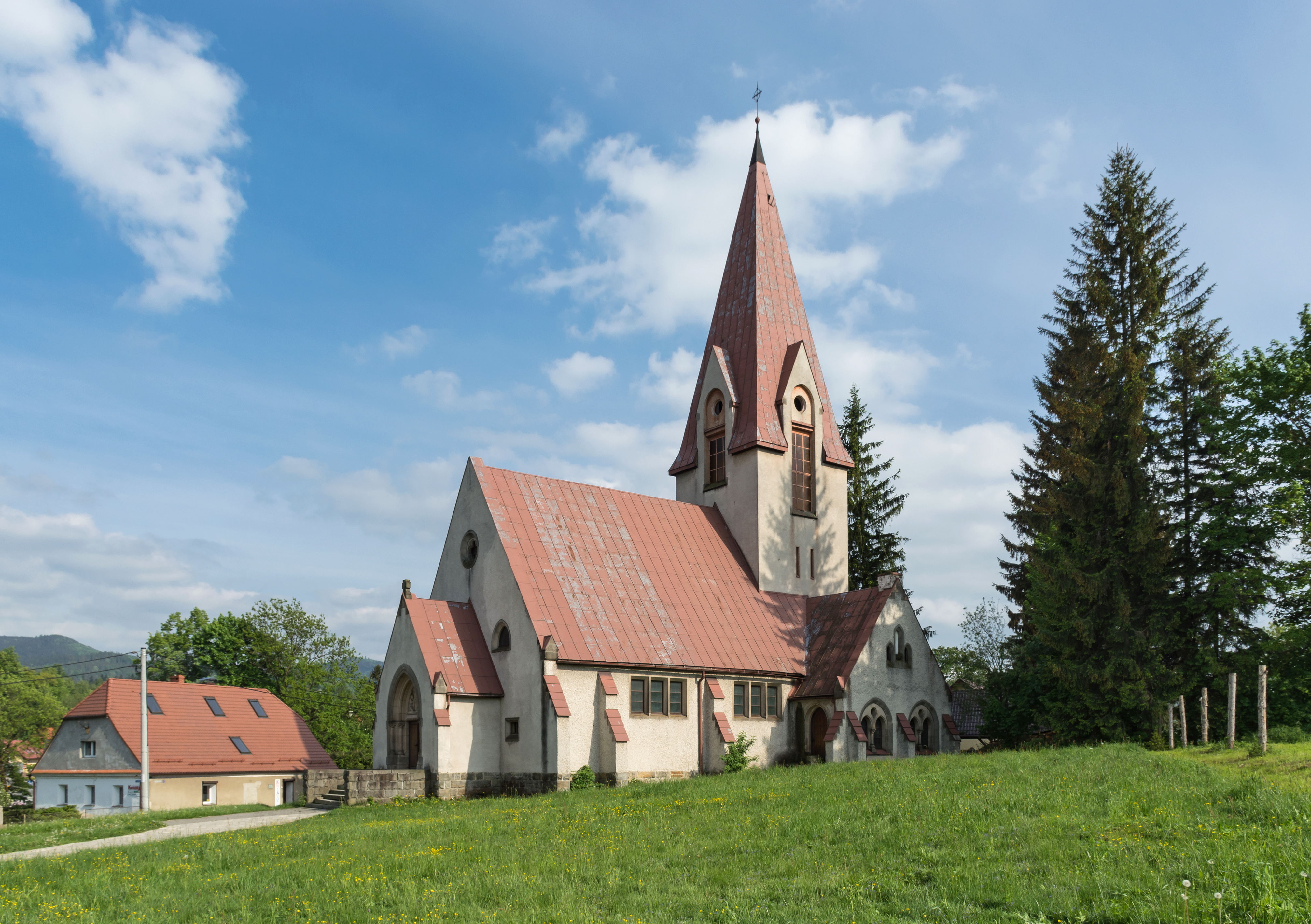
Kościół Zmartwychwstania Pańskiego w Stroniu Śląskim

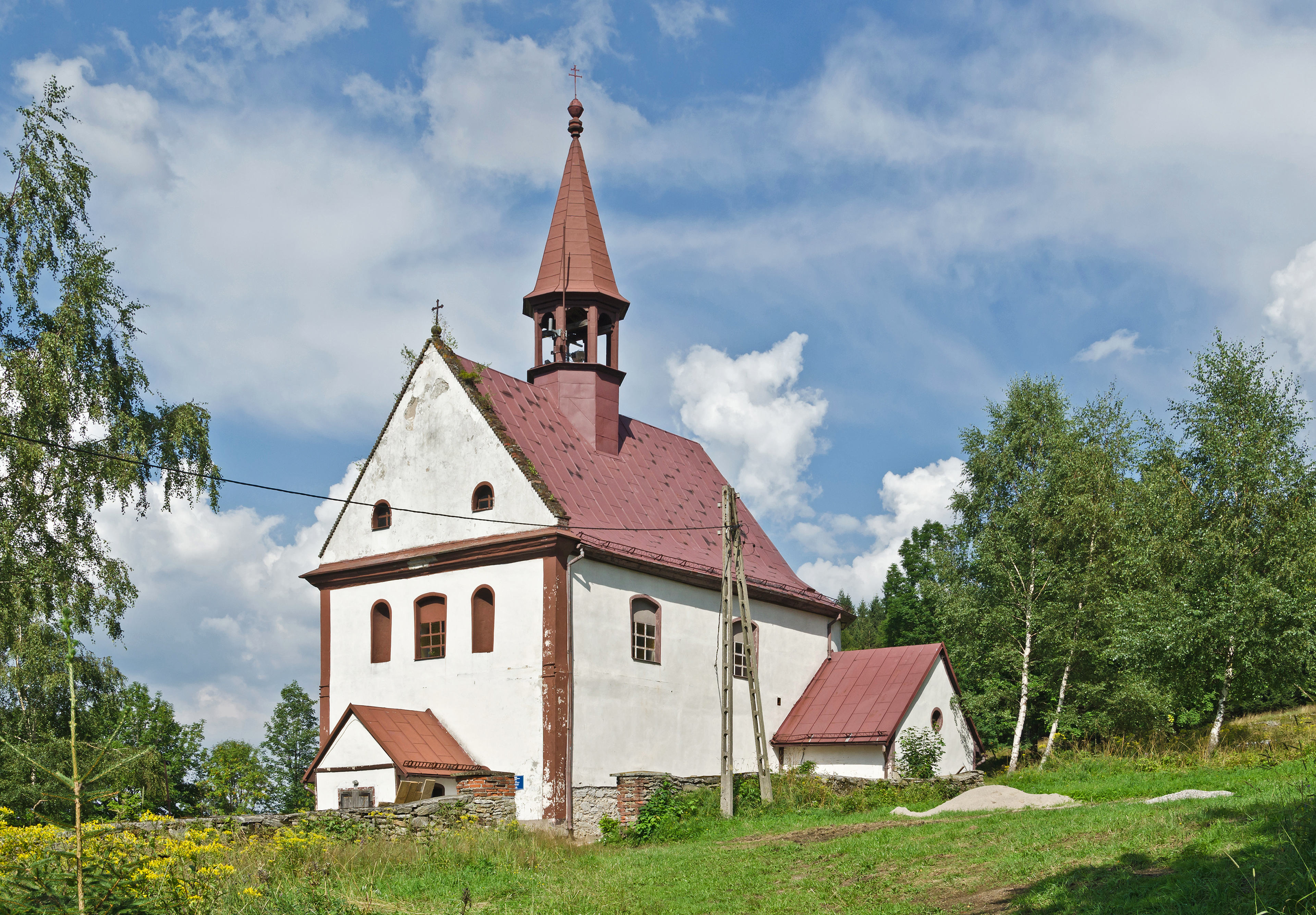
Kościół św. Michała Archanioła w Siennej

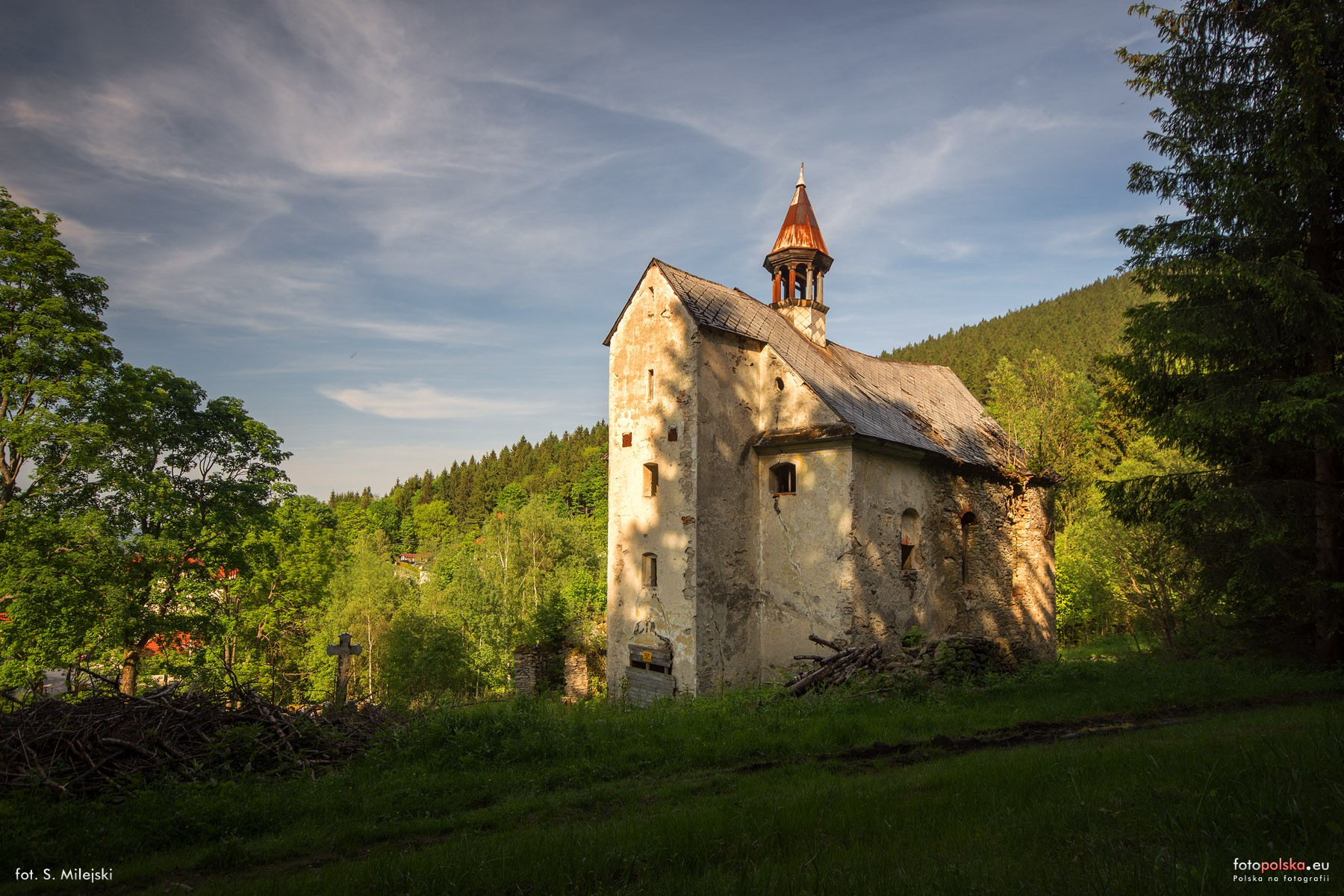
Kościół św. Nepomucena w Janowej Górze

Parafia NMP Matki Bożej Królowej Polski i św. Maternusa w Stroniu Śląskim – rzymskokatolicka parafia położona w diecezji świdnickiej, w dekanacie lądeckim. Proboszczem jest ks. kanonik Grzegorz Góra.

## Kościół parafialny
Główną świątynią parafialną jest kościół pod wezwaniem Matki Bożej Królowej Pokoju i św. Maternusa w Stroniu Śląskim, położony w centrum miasta przy ul. Kościelnej. Stoi on na tzw. Stopie Pańskiej, na zboczu gór Krowiarek. Jest to jedyny kościół w okolicy zbudowany w stylu nie halowym, ale gotyckim, bazylikowym przebudowanym na przełomie XVII/XVIII w. w stylu barokowym.
Na terenie parafii znajdują się również 2 kościoły filialne: św. Jana Nepomucena w Janowej Górze i św. Michała Archanioła w Siennej oraz 2 kaplice: św. Onufrego i Zmartwychwstania Pańskiego, pełniącą funkcję kaplicy pogrzebowej w Stroniu Śląskim.

## Charakterystyka
Parafia Matki Bożej Królowej Polski i św. Maternusa w Stroniu Ślaskim obejmuje swoim zasięgiem północno-zachodnią część gminy Stronie Śląskie, w tym miasto Stronie Śląskie oraz wsie: Goszów, Strachocin, Sienna i Stronie-Wieś. Na jej terytorium zamieszkuje ok. 6800 wiernych.

## Historia parafii
Strońska parafia katolicka należy do najstarszych parafii na terenie ziemi kłodzkiej. Jej początki sięgają 1264 r., kiedy to mamy pierwszą wzmiankę historyczną o drewnianym kościółku położonym w Strachocinie. Pierwsza wzmianka o istnieniu parafii z kościołem parafialnym we wspomnianym Strachocinie pochodzi z 1325 r. W czasach reformacji parafia została przejęta przez protestantów, po czym w 1603 r. wróciła w ręce katolików. W tym okresie parafię poszerzono o wsie: Stójków i Kąty Bystrzyckie. W XIX w. wraz z rozwojem tutejszego przemysłu szklarskiego wzrosła liczba parafian.
W 1945 r. parafia znalazła się w granicach administratury apostolskiej archidiecezji wrocławskiej. Pierwszym polskim proboszczem został ks. Andrzej Kolbusz. Do strońskiej parafii przyłączono parafię w Bolesławowie i Siennej. Była to jedna z największych obszarowo parafii w archidiecezji wrocławskiej, której obszar pokrywał się z granicami gminy Stronie Śląskie. Parafia borykała się z często zmianą proboszczów oraz złego stanu technicznego obiektów sakralnych i duszpasterskich, które nie były przez wiele lat remontowane.
W latach 70. XX w. przystąpiono do remontów obiektów kościelnych. W 1980 r. otrzymano na własność dawny kościół protestancki (obecnie kaplica pogrzebowa pw. Zmartwychwstania Pańskiego) i zaadaptowano stodołę na dom katechetyczny. 24 listopada 1986 r. dekretem kurii arcybiskupiej we Wrocławiu wydzielono z parafii samodzielny wikariat, obejmujący: Bolesławów, Bielice, Kamienicę, Kletno, Stary i Nowy Gierałtów, Starą i Nową Morawę.
W 2004 r. parafia wraz z dekanatem lądeckim znalazła się w granicach nowo powstałej diecezji świdnickiej.
Od 1 września 2018 proboszczem parafii jest ks. Grzegorz Góra.

## Proboszczowie
| Lp. | Lata rządów              | Imię i nazwisko                   | Uwagi |
| --- | ------------------------ | --------------------------------- | --- |
| 1.  | 1296                     | ks. Michał                        | wzmiankowany pod tą datą jako proboszcz strachociński |
| 2.  | 1550                     | ks. Michał Sattler                | |
| 3.  | 1558                     | ks. Krzysztof Nachwiz.            | |
| 4.  | 1590                     | ks. Michał Bock z Brzegu nad Odrą | poprzednio diakon parafii kłodzkiej; pod koniec 1600 r. został zastąpiony jako luteranin przez byłego augustianina, który miał do czynienia z większością wiernych wyznania luterańskiego. |
| 5.  | 1602                     | N.N                               | Na zlecenie hrabiego z Zagórza sprowadzono jezuitę, któremu od 1603 r. powierzono urząd strażnika-plebana.                                                                                 |
| 6.  | 1603                     | N.N.                              | wiadomo, że był proboszczem świeckim. |
| 7.  | XVII w.                  | ks. Andrzej Schwarz               | Pochodził z Czech |
| 8.  | XVII w.                  | ks. Dionizy Kulig                 | Przybył z Nowego Waliszowa |
| 9.  | 1653                     | ks. Jan Karol Kamieniarz          | pochodził ze Śląska |
| 10. | 1673                     | ks. Jan Krzysztof Moszner.        | |
| 11. | 1676–1698                | ks. Krzysztof Bleicher            | |
| 12. | 1698–1706                | ks. Fryderyk Maksymilian Miller   | |
| 13. | 1706–1714                | ks. Franciszek Krause             | |
| 14. | XVIII w.                 | ks. Józef Antoni Pfitzner         | Pochodził z Konradowa |
| 15. | do 1736 r.               | ks. Dawid Aleksander Schmid       | |
| 16. | 1736–1737                | ks. Jan Melchior Moser            | |
| 17. | 1737–1741                | ks. Benedykt Ulriczi              | |
| 18. | do 1756 r.               | ks. Henryk Józef Wolf             | Pochodził z Idzikowa |
| 19. | do 1764 r.               | ks. Antoni Wiedlich               | Pochodził z Nowego Gierałtowa |
| 20. | 1764–1765                | ks. Melchior Materna              | Pochodził ze Starego Wielisławia, poprzednio wikary w Starym Waliszowie. |
| 21. | 2 połowa XVIII w.        | N.N.                              | altarysta-pustelnik przy kaplicy św. Onufrego fundacji hrabiego Althana |
| 22. | do 1790 r.               | ks. Jan Karol Adam                | Pochodził z okolic Żagania |
| 23. | 1790–1819                | ks. Franciszek Langer             | Pochodził z Kątów Bystrzyckich |
| 24. | 1819–1843                | ks. Piotr Lux                     | Poprzednio wikariusz w Strachocinie. |
| 25. | 1844–1860                | ks. Neibaeh                       | |
| 26. | 1860–1860                | ks. Reischen                      | Pochodził z Lądka-Zdroju |
| 27. | 1860–1893                | ks. Stehr                         | Pochodził z Długopola |
| 28. | 1893–1915                | ks. Adolf Exner                   | |
| 29. | 1915–1945                | ks. Józef Riedel                  | Ostatni niemiecki proboszcz Stronia Śląskiego |
| 30. | IV 1946 – X 1952         | ks. Andrzej Kolbusz               | Pierwszy Polak na stanowisku proboszcza strońskiego. |
| 31. | X 1952 – VII 1954        | ks. Bronisław Kaczanowski         | |
| 32. | VII 1954 – VIII 1956     | ks. mgr Stanisław Kotowski        | |
| 33. | VIII 1956 – VIII 1957    | ks. Jan Ziomek                    | Pierwszy proboszcz wyświęcony na księdza we wrocławskim seminarium duchownym. |
| 34. | III 1958 – VIII 1958     | ks. Franciszek Rozwód             | |
| 35. | VIII 1958 – VIII 1961    | ks. Antoni Misiukiewicz           | |
| 36. | VIII 1961 – IX 1965      | ks. Władysław Wolny               | |
| 37. | IX 1965 – VI 1967        | ks. Kazimierz Antoniewicz         | |
| 38. | VI 1967 – VII 1968       | ks. Bonawentura Boryczka          | |
| 39. | VII 1968 – VI 1970       | ks. Mieczysław Ruciński           | |
| 40. | VII 1970 – IV 1985       | ks. Bronisław Szymula             | |
| 41. | VI 1985 – VIII 1985      | ks. Eugeniusz Trojnar             | |
| 42. | VIII 1985 – VI 1992      | ks. Antoni Kopacz                 | Przeniesiony na urząd proboszcza i dziekana polanickiego |
| 43. | VI 1992 – VI 1995        | ks. Adam Prażak                   | |
| 44. | VI 1995–1997             | ks. Andrzej Kuźmicki              | |
| 45. | od 1997 r. do 31.08.2018 | ks. kanonik Ryszard Szul          | ur. 1955 r., święcenia kapłańskie przyjął w 1980 r. w archikatedrze wrocławskiej; |
| 46  | od 1.09.2018             | ks. Grzegorz Góra                 | kanonik RM, dotychczasowy prob. par. Sady Górne (dekanat Bolków). |